# Kościół Wierzących
Kościół Wierzących (ang. Believers Church) – jest to sieć miejscowych zielonoświątkowych kościołów chrześcijańskich w Indiach. Posiada szkołę biblijną w Solan, oraz szpitale w Mala i Konni, w stanie Kerala. Kościół działa również poza granicami Indii, w siedemnastu państwach.
Według danych Operation World Kościół Wierzących w 2010 roku posiadał 1,8 mln wiernych w Indiach. Posiada także sporą liczbę wiernych na Sri Lance i 33 tysiące w Nepalu.